# Случай в отеле «Нил Хилтон»
Случай в отеле «Нил Хилтон» (англ. The Nile Hilton Incident) — криминальный триллер Швеции, Дании и Германии 2017 года, поставленный режиссером Тариком Салехом. Мировая премьера фильма состоялась 21 января 2017 года на кинофестивале «Сандэнс», где он участвовал в международной конкурсной программе и получил Гран-при жюри.

## Сюжет
Каир, январь 2011 года. Незадолго до революции в своем гостиничном номере была убита певица. Полицейский Нуреддин Мостафа берется за расследование и очень быстро в круг подозреваемых, причастных к убийству, попадает мощный парламентарий и предприниматель, близкий к власти президента Мубарака. Единственным свидетелем убийства является Салва, суданка-горничная. Руководство Нуреддина хочет закрыть дело быстро, классифицировав его как самоубийство, но он не готов похоронить дело так легко.